# Zeitsprung (Datenbank)
Zeitsprung ist ein Projekt zur Baugeschichte Weimars, in dem Fotos desselben Motivs aus verschiedenen Epochen gegenübergestellt werden. Es wurde im Jahr 2011 von Alexander Rutz gestartet.

## Geschichte
Der Grafikdesigner Alexander Rutz begann, historische Fotografien mit Weimarer Motiven zu sammeln, nachdem ihm aufgefallen war, dass eine Häuserzeile in dieser Stadt, die er für viel älter gehalten hatte, nur eine Rekonstruktion aus den 1980er-Jahren war. Daraus entstand die Idee zum „Zeitsprung“. Auf dieser intuitiv zu bedienenden Internetseite zeigt Rutz jeweils zwei Aufnahmen aus derselben Perspektive, aber aus verschiedenen Epochen. Die Betrachter können mittels eines virtuellen Schiebereglers zwischen der älteren und der jüngeren Ansicht des Objektes hin- und herwechseln. Diese Vorher-nachher-Überlagerungen waren eine praktikable Möglichkeit, zumindest jeweils zwei Ansichten desselben Baukomplexes zu präsentieren. Eine Darstellung der gesamten Baugeschichte Weimars ab etwa 1820 in einem zeitlich animierbaren Stadtmodell Weimars wäre laut Rutz zwar ein reizvolles Projekt, grenzte aber „an eine Lebensaufgabe, selbst wenn man vollzeit daran arbeiten würde“.
Rutz nutzte zunächst historische Ansichtskarten, danach auch die Bestände des Stadtarchivs Weimar, wobei er Unterstützung durch dessen Leiter Jens Riederer erhielt. Mittlerweile sind viele der alten Bilder auch im Fotoarchiv Weimar zu finden, das nicht nur Bestände des Weimarer Stadtarchivs, sondern auch des Stadtmuseums in digitalisierter Form online präsentiert. Ferner griff er auf Bildbestände auf Flickr sowie auf Aufnahmen des Weimarer Fotografen Claus Bach und eigene Bilder zurück. Die Aufnahmen, die er über diese mehr oder weniger alten Bilder legte, fertigte er selbst an.
Faszinierend fand Rutz neben den großen Einschnitten, die etwa durch Bauprojekte in der Zeit des Dritten Reiches, durch Zerstörungen im Zweiten Weltkrieg und durch späteren Umgang mit den Kriegsschäden entstanden, auch die kleineren Veränderungen, die man mit dem bloßen Auge oft nicht wahrnehme. Sanierungsfolgen oder der zunehmende Zerfall von Fassaden seien durch einen „Zeitraffer mit zwei Einzelbildern“ gut darzustellen. In einem Interview aus der Frühzeit des Projektes äußerte er die Vorstellung, dass sein Projekt „irgendwann mal eine breit gefächerte Übersicht über die Stadt“ und deren Geschichte bieten werde. Und vielleicht „könnten die Zeitsprünge sogar einmal zusätzliche Blickwinkel bei Diskussionen zu aktuellen Themen der Stadtentwicklung, wie zum Beispiel dem geplanten neuen Bauhaus-Museum, liefern.“
Auf Rutz' Plattform findet sich auch ein Lageplan mit den damit verbundenen Entitäten. Zeitsprung ist auf der Homepage der Stadt Weimar verlinkt.
Die Texte zu den Bildern basieren zum großen Teil auf dem Buch Kulturdenkmale in Thüringen, Band 4.1, Weimar. Einige der Bilder, die auf Zeitsprung zu sehen sind, wurden auch als Kalendermotive genutzt.
Rutz stellte zusammen mit Jens Riederer das Projekt und zugleich das Fotoarchiv Weimar, mit dem es vernetzt ist, 2013 auf der Bundeskonferenz für Kommunalarchive in Weimar vor.
Ansätze dieser Art gibt es z. B. auch für Jena. Auch in Hardegsen wird nach diesem Vorbild verfahren, wobei die Bildbestände des dortigen Fotomuseums genutzt werden.